# SIM-Karte

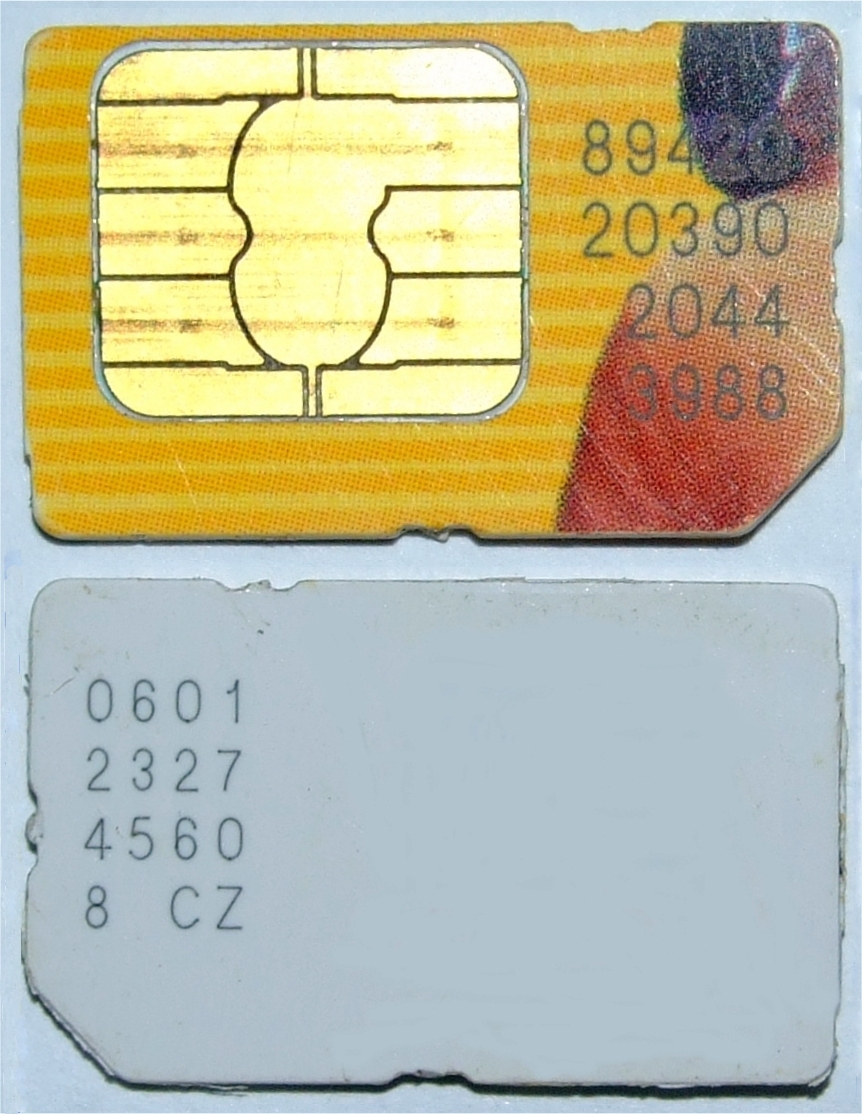
Mini-SIM-Karte

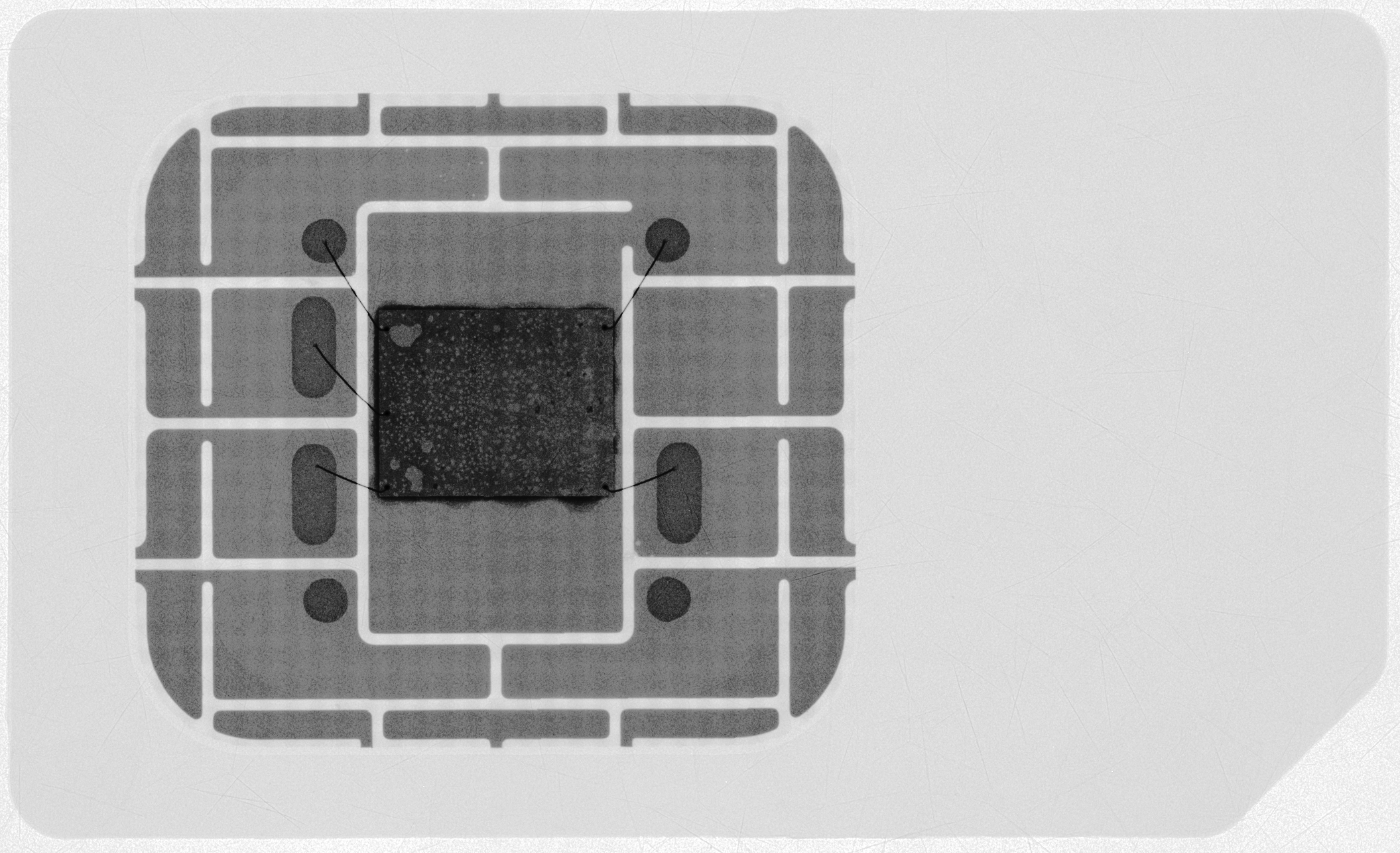
Mini-SIM-Karte im Röntgenbild

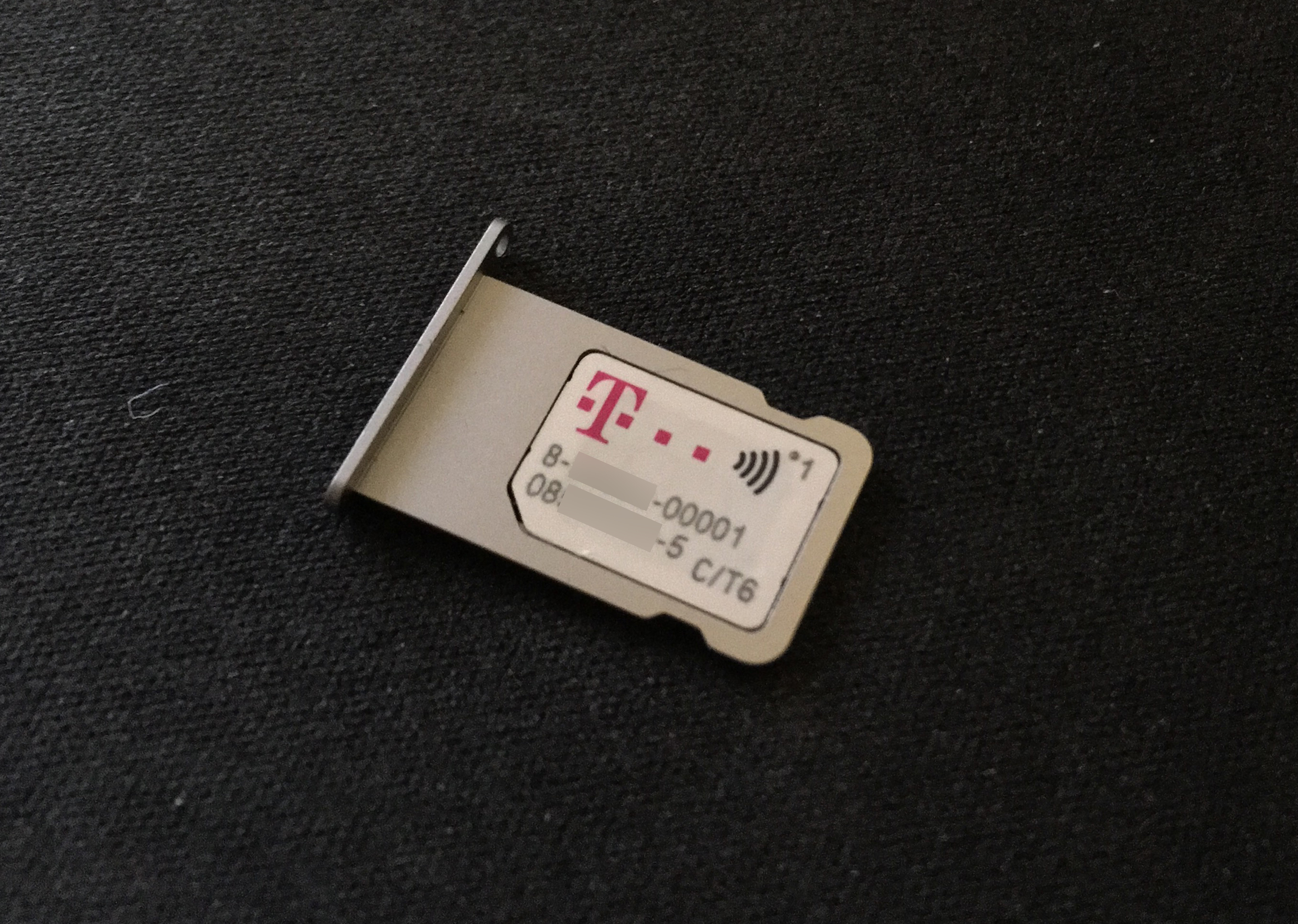
Nano-SIM-Karte der Telekom Deutschland mit NFC-Secure-Element

Die SIM-Karte (englisch Subscriber Identity Module Card ‚„Teilnehmeridentitätsmodulkarte“‘) ist eine Chipkarte, die in ein Mobiltelefon eingesteckt wird und zur Identifikation des Nutzers im Netz dient. Mit ihr stellen Mobilfunkanbieter Teilnehmern mobile Telefonanschlüsse und Datenanschlüsse zur Verfügung. Sie wurde im Jahr 1991 maßgeblich vom Münchner Unternehmen Giesecke+Devrient entwickelt.
Auf der SIM-Karte ist ein Kryptoprozessor mit eigenem Speicher und eigener Software basierend auf einem Chipkartenbetriebsystem untergebracht. Die physische Karte ist üblicherweise im Format ID-000 der ISO/IEC 7810 ausgeführt, wobei die Größe unterschiedlich ausgeführt sein können und beispielsweise wie das ID-1-Format aus der Karte mechanisch herausgebrochen werden kann. Durch eine veränderbare PIN kann die Karte vor unbefugter Benutzung geschützt werden. Mit Hilfe der SIM-Karte wird das Mobile Equipment (also üblicherweise das Mobiltelefon) einem Netz zugeordnet und authentifiziert. Für diese Zwecke ist auf der SIM-Karte die IMSI gespeichert, welche bei Netzsuche und Einbuchung in ein Funknetz unverschlüsselt übertragen wird und ein Mithören von Mobilfunkdaten und die Eingrenzung des Standorts des Mobiltelefons innerhalb einer Funkzelle erlaubt (IMSI-Catcher). Andere auf der SIM-Karte vorliegende Algorithmen dienen der Verschlüsselung der Sprach- und Signalisierungsdaten (Ciphering). Das SIM dient außerdem zum Speichern von temporären, netzbezogenen Daten sowie bevorzugten und gesperrten Netzen. Darüber hinaus können ein Telefon- und Notizbuch, Speicher für Short-Message-Service-Mitteilungen (SMS) und Speicher der zuletzt gerufenen Telefonnummern integriert sein. SIM und Mobile Equipment bilden zusammen im GSM die Mobilstation.
In Deutschland wurden 2021 nach Erhebungen der Bundesnetzagentur 106,4 Mio. SIM-Karten aktiv genutzt. Statistisch entfallen damit auf jeden Einwohner etwa 1,3 Karten. Bei der Zählung von aktiv genutzten SIM-Karten wurden nur solche Karten erfasst, über die in den letzten drei Monaten kommuniziert oder zu denen eine Rechnung in diesem Zeitraum gestellt wurde. Auf Machine-to-Machine-Kommunikation (M2M) entfielen 45,6 Mio. Karten mit einem Anstieg um knapp 27 Prozent gegenüber 2020, der auf eine steigende Nachfrage nach Smart-Home- und IoT-Anwendungen zurückzuführen ist.

## Technik

Illustration der SIM-Chip-Struktur und Verpackung

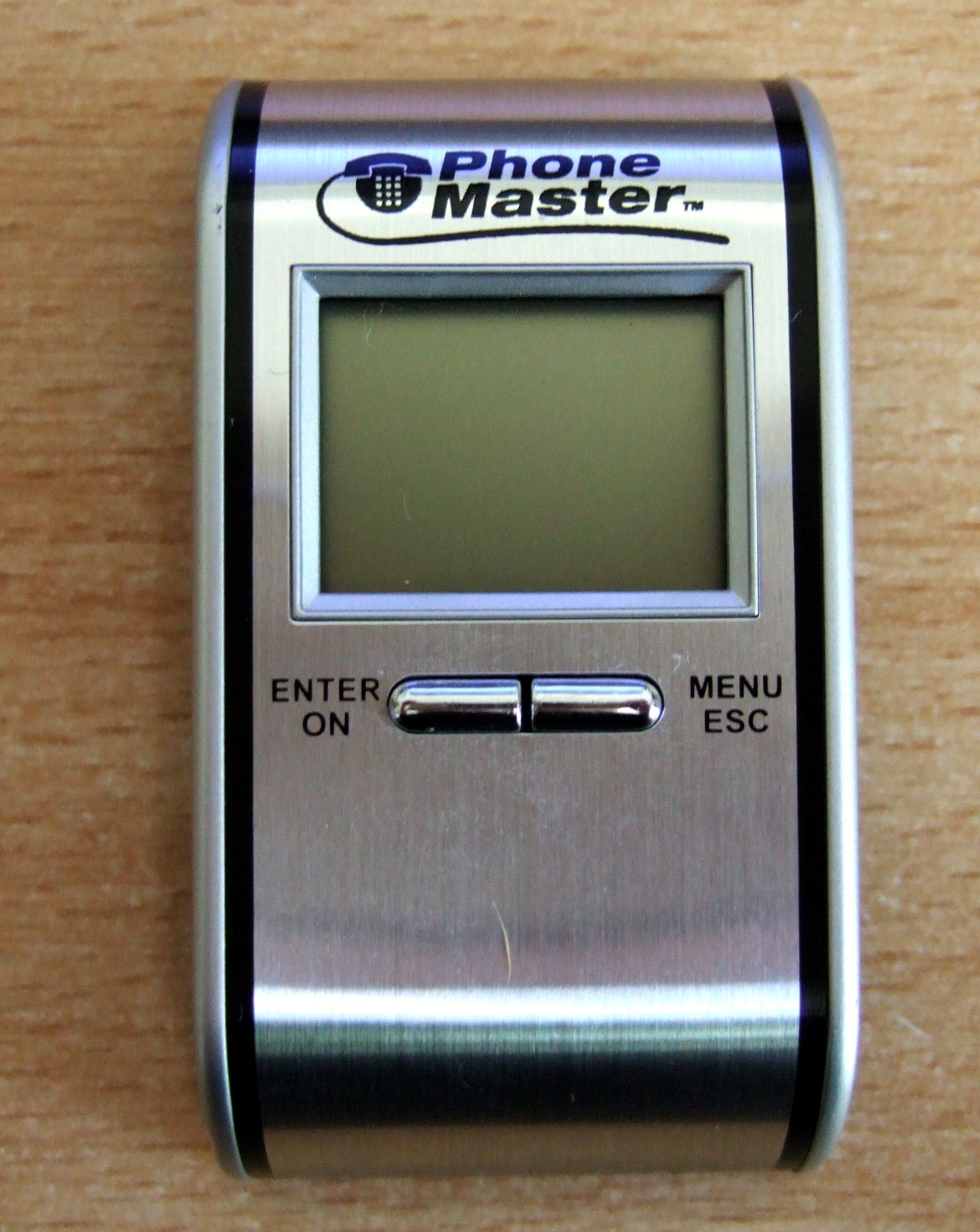
SIM-Kartenlesegerät

Die SIM-Karte wird häufig im großen ID-1-Format (85,6 mm × 54 mm) ausgeliefert. Der kleinere ID-000-Teil (25 mm × 15 mm) kann herausgebrochen werden. Aufgrund der immer kleineren Mobilgeräte wurde im Lauf der Zeit für D-Netz-Geräte das kleine ID-000-Format eingeführt. Inzwischen gibt es eine Vielzahl von Geräten, die stattdessen die noch kleinere Micro-SIM verwenden. In vielen modernen Smartphones wird bereits das kleinste Format verwendet, die Nano-SIM.
Ein SIM-Toolkit ermöglicht es, kleine Programme auf einer SIM-Karte zu hinterlegen, beispielsweise Info-Services, mit denen aktuelle Informationen über Politik, Sport, Wetter zugestellt werden können. Die Mobilfunk-Betreiber O₂, T-Mobile und Vodafone benutzen das, um ihren Homezone-Service anzubieten. Mit Hilfe des SIM-Toolkits wird dort angezeigt, ob sich das Mobiltelefon in der Homezone befindet. Funktionen wie Aufladen oder Abfragen des Guthabens (bei vorbezahlten Prepaid-Karten) sind möglich. Der Vorteil von Anwendungen auf der SIM-Karte besteht darin, dass diese unabhängig vom eingesetzten Gerät benutzt werden können (somit kann ohne ersichtliche Funktionalitätsänderung das Handy gewechselt werden).
SIM-Karten haben 8 KB bis 256 KByte Flash-Speicher und verwalten eindeutige englisch Integrated Circuit Card Identifier (ICCID) ‚Kartenidentifikator für integrierte Schaltkreise‘, die Länderkennungen (englisch Mobile Country Code) sowie die Mobilfunknetzkennzahl (englisch Mobile Network Code) des Mobilfunkanbieters. Außerdem können sie Kontakte (auf einer 32-KB-Karte z. B. bis zu 250) sowie SMS-Textnachrichten speichern. Darüber hinaus werden SIM-Karten in der Regel nicht für Nutzerdaten verwendet.
Als SIM Access Profile wird eine Technik bezeichnet, mit der z. B. im Auto die SIM-Daten eines mit Bluetooth ausgestatteten Mobilgeräts von einem fest installierten Gerät gelesen werden und dieses selbst die Funkverbindung aufbaut. So lässt sich die Datenübertragung durch die festinstallierte Außenantenne verbessern und der Stromverbrauch des Mobiltelefons reduzieren.
In Dual-SIM-Handys oder mit Hilfe von Dual-SIM-Adaptern können zwei oder mehr SIM-Karten in einem Gerät untergebracht werden, die entweder simultan (gleichzeitig) oder alternativ (wechselweise) aktiv sind.

### Kontakte
Auf einer SIM-Karte befinden sich acht Kontaktflächen. Verschiedene Karten variieren in der Anzahl und Aufteilung, spezifiziert wurden jedoch nur diese acht Kontakte mit folgender Belegung:
| Vcc – Versorgungsspannung | C1 |    | C5                        | GND – Masse |
| Reset – Reset für SIM-CPU | C2 | C6 | Vpp – Programmierspannung |             |
| CLK – Takt                | C3 | C7 | I/O – Daten               |             |
| reserviert                | C4 | C8 | reserviert                |             |

Über Vcc und GND wird der SIM-Karte die Betriebsspannung zugeführt. Es gibt SIM-Karten mit einer Betriebsspannung von 1,8 Volt, 3 Volt und bei der älteren Kartengeneration 5 Volt (siehe Tabelle Typen). Die jeweilige Spannung wird in einigen Fällen (z. B. von Provider Cellway) auf der SIM-Karte aufgedruckt.
Wird eine SIM-Karte mit einer falschen Spannung in einem Mobiltelefon verwendet, kann es zu Fehlermeldungen, Abstürzen oder ungewöhnlich schneller Akku-Entladung kommen.
Sollte eine SIM-Karte nicht mehr auf Anfragen des Mobilgerätes reagieren, kann sie über den Reset-Kontakt neu gestartet werden. Über CLK wird der Takt des Mobilgeräts zur Synchronisation des über den I/O-Kontakt stattfindenden Datentransfers übertragen.
Die optionale Programmierspannung Vpp wird nur bei der Herstellung benötigt, um die interne Software der Karte zu initialisieren oder zu löschen. Die normalen Lese- und Schreibvorgänge auf den Anwenderbereich einer SIM-Karte (z. B. im Rahmen der Nutzung in einem Mobilgerät) kommen ohne diese Spannung aus.
Die beiden zusätzlichen Kontaktpins sind für derzeit noch rare achtpolige SIM-Karten reserviert, wie sie in zukünftigen mobilen Geräten Verwendung finden sollen – derzeit gibt es mehrere konkurrierende Entwürfe, wofür diese Kontakte verwendet werden sollen, u. a. sind SIM-Karten mit sehr hohen Speicherkapazitäten im Gespräch, die über eine Variante des USB-Protokolls angekoppelt werden könnten. Weitere Ideen betreffen spezielle Verschlüsselungsfunktionen oder Nahfeldkommunikation (NFC). Aktuelle europäische Mobilfunktelefone verwenden jedoch nach wie vor nur sechspolige SIM-Karten.

### Schaltung

Funktionsschema

Die I/O-Einheit regelt den Zugriff auf die SIM-Karte. Sie ist die Schnittstelle der CPU zum Mobilgerät. Die CPU dient hauptsächlich der Speicherverwaltung, sie kann allerdings kleine Programme ausführen. Der Speicher besteht aus einem ROM, einem RAM und einem EEPROM. Im ROM ist das Betriebssystem der Karte abgelegt. Es werden dort Brandings der Mobilfunkanbieter gespeichert (Startlogos). Das RAM beinhaltet die gerade gebrauchten Daten, es ist flüchtig. Im EEPROM werden Benutzerdaten abgelegt.

### Lebensdauer
SIM-Karten haben eine begrenzte Lebensdauer. Mit jedem Lösch-Schreibzyklus des nichtflüchtigen Kartenspeichers, beispielsweise bei einer Authentifizierung im Netz altert der verwendete Speicher. Ursprünglich garantierten die Hersteller der SIM-Chips 100.000 solcher Zyklen. Bei aktuellen Chips beträgt dieser Wert 500.000 bis eine Million. Um diesen Prozess zu entschärfen, bauen die SIM-Hersteller im Betriebssystem Schutzmechanismen ein.
Unabhängig davon werden einige ältere SIM-Karten von aktuellen Mobiltelefonen nicht erkannt. Ein Grund kann sein, dass die SIM-Karte mit der vom Gerät zur Verfügung gestellten Spannung nicht mehr funktioniert. Ein anderer Grund kann darin liegen, dass das Gerät eine USIM-Karte benötigt.

## ICCID
Die ICCID (vom englischen Integrated Circuit Card IDentifier) ist eine einmalige Identifikationsnummer der SIM-Karte selbst. Auch bei eSIM werden ICCID-Nummern für die eindeutige Identifikation genutzt. Diese sind auf dem ROM der Karte abgelegt und normalerweise auf der Karte selbst aufgedruckt.
Definiert wird die ICCID durch den Standard E.118 der Internationalen Fernmeldeunion als Primary Account Number. Die Anordnung basiert auf ISO 7812.
Gemäß diesem Standard besteht die Nummer aus drei Teilen. Der Issuer identification number (IIN) (4–7 Zeichen), der SIM-Nummer (typisch 11–13 Zeichen) und der Prüfziffer (1 Zeichen), die Gesamtlänge soll 19 sein, andere Längen (bis 22) kommen vor. Die Prüfziffer wird mittels Luhn-Algorithmus berechnet. Die Bereiche Issuer identification number (IIN) und SIM-Nummer können sich überlappen.
Der ETSI-GSM-Standard sieht auf der SIM-Karte einen Speicher von 10 Bytes für diese Information vor. Die Ziffern werden im BCD-Code abgespeichert, jeweils 2 Ziffern pro Byte. Damit beträgt die logische Maximallänge 20 Zeichen.
|                       | Issuer identification number (IIN) | Issuer identification number (IIN)                         | Issuer identification number (IIN) | SIM-Nummer                                                        | Prüfziffer                                                         |
| --------------------- | ---------------------------------- | ---------------------------------------------------------- | ---------------------------------- | ----------------------------------------------------------------- | ------------------------------------------------------------------ |
| Länge                 | 2 Zeichen                          | 1–3 Zeichen                                                | 1–4 Zeichen                        | typ. 11–13 Zeichen                                                | 1 Zeichen                                                          |
| Erläuterung           | Dienst                             | Ländervorwahl definiert durch die ITU-T Empfehlungen E.164 | Mobilfunkprovider                  | Die Länge ist variabel, aber innerhalb der IIN immer gleich lang. | Errechnet aufgrund der restlichen Zeichen mittels Luhn-Algorithmus |
| Beispiel 1 (Länge 20) | für Telekommunikation: 89          | für die Schweiz: 41                                        | für Swisscom: 01                   | 0500 744 46 76 81                                                 | 5                                                                  |
| Beispiel 2 (Länge 19) | für Telekommunikation: 89          | für Tschechien: 420                                        | für O2 Czech Republic: 20          | 390 2044 3988                                                     | 5                                                                  |

Der Standard E.118 verlangt die Publikation der Liste aller aktuell international zugewiesenen IIN-Codes. Dies geschieht zweimal pro Monat auf der Webseite der ITU-T. Der ITU-T publiziert vollständige Listen mit historischen Daten; diese werden jährlich aktualisiert.

## Formate
In der technischen Fachwelt wird die Hardware der SIM-Karte Universal Integrated Circuit Card oder kurz UICC genannt.
Seit Entwicklung des UMTS-Standards durch das Europäische Institut für Telekommunikationsnormen Ende der 1990er Jahre wird davon ausgegangen, dass mobile Endgeräte in Zukunft kleiner sein oder jedenfalls weniger Platz im Inneren haben werden und daher SIM-Karten mit geringer Größe erforderlich sind.

Vergleich zwischen den verschiedenen SIM-Karten-Größen:
Full-size SIM (Scheckkarten-groß), Mini-SIM, Micro-SIM und Nano-SIM

| SIM-Karte                | Standard                            | Form- faktor | Abmessungen in mm (Zoll) | Abmessungen in mm (Zoll) | Abmessungen in mm (Zoll) |
| SIM-Karte                | Standard                            | Form- faktor | Länge                    | Breite                   | Dicke                    |
| ------------------------ | ----------------------------------- | ------------ | ------------------------ | ------------------------ | ------------------------ |
| Standard-SIM (Full-size) | ISO/IEC 7810:2003, ID-1             | (1)FF        | 85,60 (≈3 ⁄8)            | 53,98 (≈2 1⁄8)           | 0,76 (≈1⁄32)             |
| Mini-SIM                 | ISO/IEC 7810:2003, ID-000           | 2FF          | 25,00 (≈1)               | 15,00 (≈3⁄5)             | 0,76 (≈1⁄32)             |
| Micro-SIM                | ETSI TS 102 221 V9.0.0, Mini-UICC   | 3FF          | 15,00 (≈3⁄5)             | 12,00 (≈1⁄2)             | 0,76 (≈1⁄32)             |
| Nano-SIM                 | ETSI TS 102 221, TS 102 221 V11.0.0 | 4FF          | 12,30 (≈1⁄2)             | 8,80 (≈1⁄3)              | 0,67 (≈1⁄40)             |

### Full-Size-SIM

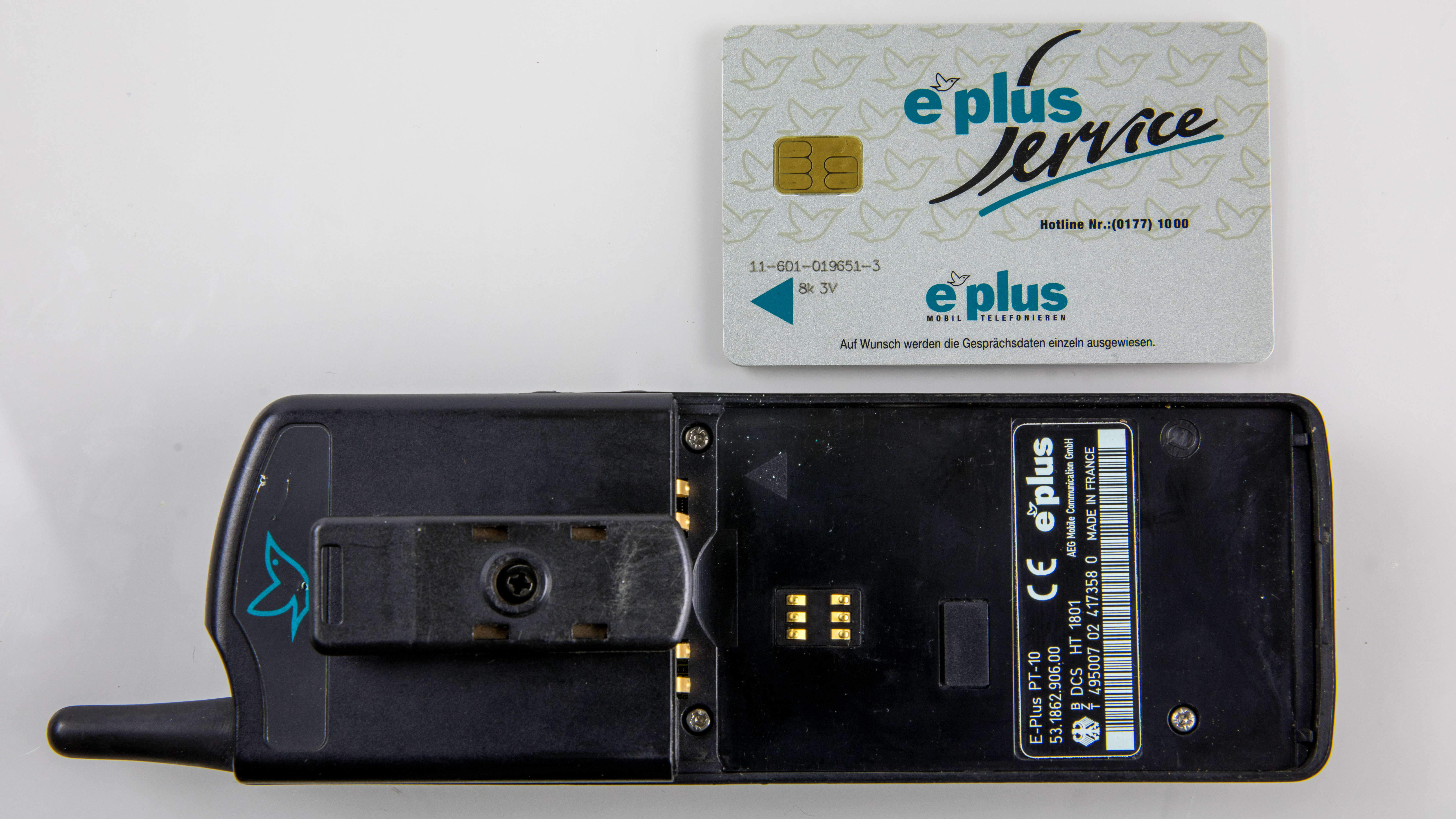
SIM im Scheckkartenformat neben einem Mobiltelefon

Erste GSM-Geräte hatten einen Schlitz, um SIM-Karten im Scheckkartenformat einzuführen. Oft wurden diese SIM-Karten unter dem Akku eingelegt, wie beim Sharp TQ-G700. Ein weiteres Beispiel für ein solches Gerät ist das D-Netz-Mobiltelefon Siemens S3com von 1995. Die Bauform der Geräte war entsprechend mindestens so breit wie eine Scheckkarte.
Da der SIM-Chip keine so große Fläche beanspruchte, hat sich schon Mitte der 1990er-Jahre das bedeutend kleinere UICC-Format etabliert. Deshalb kamen nur wenige Geräte mit Full-Size-SIM auf den Markt. In den Anfangszeiten wurde die UICC-SIM-Karte aus der scheckkartengroßen SIM-Karte ausgestanzt; später waren die Mini-SIM-Karten aus der Full-Size-SIM-Karte herausbrechbar. Im umgekehrten Fall (bei einem Gerät mit scheckkartengroßer SIM-Karte) konnte in der Regel die Originalkarte (aus der die UICC-SIM-Karte ausgestanzt oder herausgebrochen worden war) als Adapter eingesetzt werden.

### Mini-SIM (UICC)
Die Mini-SIM-Karte (Abkürzung 2FF für „Second Form Factor“) ist nur 25 mm × 15 mm groß und genau so dick wie die Full-Size-SIM.
SIM-Karten werden teilweise zwar noch im Scheckkartenformat ausgeliefert, die Mini-SIM ist dann aber schon vorgestanzt, so dass sie nur an Sollbruchstellen herausgebrochen werden muss. Anfangs war bei den ausgelieferten Full-Size-SIM die Mini-SIM noch nicht vorgestanzt, deshalb gab es neben Stanzgeräten auch Anleitungen zum Selbstbau (ausschneiden mit Schablone und Schere). Um Material zu sparen, wird die SIM-Karte seit Mitte der 2010er-Jahre oft nur noch im UICC-Format in einer Karton-Schablone ausgeliefert.

### Micro-SIM (Mini-UICC)
Die Micro-SIM (Abkürzung 3FF für „Third Form Factor“) ist 52 % kleiner als die der Mini-SIM-Karte. Bei der Micro-SIM betragen die Außenlängen nur 15 mm × 12 mm. Die Dicke beträgt wie schon bei der Full-Size-SIM oder Mini-SIM 0,76 mm. Bei den technischen Daten der Schaltung gibt es keine Unterschiede.
Mit einem speziellen Stanzgerät kann aus einer Full-Size-SIM oder Mini-SIM eine Micro-SIM gemacht werden.
Eines der ersten Geräte, das eine Micro-SIM-Karte verwendete, war das iPad im Jahr 2010, gefolgt vom iPhone 4. Nokia setzt diesen Kartentyp ein, so beim Nokia N9 oder dem Nokia Lumia 800. Motorola setzt beim Motorola Droid Razr auf Micro-SIM-Karten. Viele weitere Hersteller sind dem Trend gefolgt und verwenden bei ihren Smartphones nun Micro-SIM-Karten.

### Nano-SIM
Die Nano-SIM (kurz 4FF für „Fourth Form Factor“) ist mit 12,3 mm × 8,8 mm × 0,67 mm nochmals 40 % kleiner, aber vor allem 12 % dünner als eine Micro-SIM und soll somit Platz in kompakten Geräten einsparen. Karten im Nano-SIM-Format bieten dieselbe Funktionalität wie größere Karten. Der Standard umfasst eine mechanische Abwärtskompatibilität, wodurch eine vereinfachte Verteilung möglich sein soll.
Sowohl Apple als auch Nokia wollten zunächst ihre Version als jeweils die bessere standardisieren lassen. Das ETSI entschied sich im Juni 2012 schließlich für den Design-Vorschlag von Apple. Dieser ist abwärtskompatibel zu den bereits genutzten Micro-SIM-Karten. Am Markt eingeführt wurde die Nano-SIM-Karte im September 2012 mit dem iPhone 5. Inzwischen bieten viele moderne Smartphones einen Nano-SIM-Einschub.
Obwohl eine Umstanzung, wie bei der Micro-SIM beschrieben, zur Nano-SIM unter anderem als nicht möglich beschrieben (da dünner), davor gewarnt oder gar nicht erwähnt wird, finden sich im World Wide Web zahlreiche Artikel mit Anleitungen, Zuschneide-Schablonen, Stanzgeräten und Videos. Von Mobilfunk-Anbietern wird vor einer Umstanzung gewarnt, wobei meist eine entgeltliche Neubestellung der SIM-Karte angeraten wird.

### SIM-Karten-Adapter

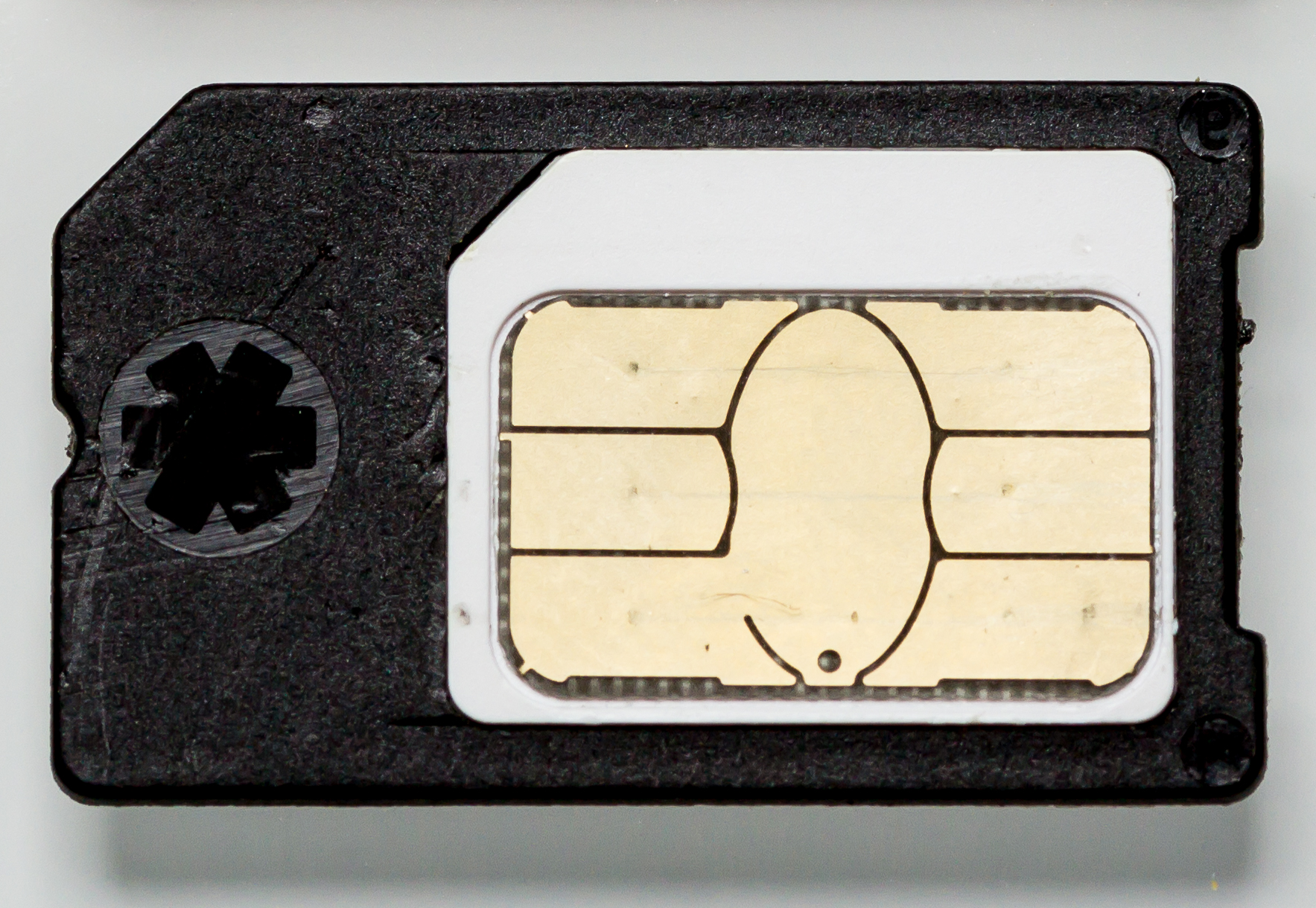
Micro-SIM-Karte in Mini-SIM Karten-Adapter

Die Anpassung (Rück-Konvertierung) zum nächstgrößeren Format ist durch spezielle SIM-Adapter möglich.

### Beschneidung
Viele Mini- und Micro-SIMs haben acht Kontaktflächen, von denen zwei Kontakte nur in Reserve vorgehalten werden und nicht angeschlossen sind. Daher ist es möglich, eine Standard-SIM nicht nur auf das Mini-Format zu beschneiden, sondern auf die Größe einer Micro- oder Nano-SIM. Zu beachten ist, dass die Nano-SIM dünner ist als die übrigen Formate. Häufigster Fehler solcher manuellen Zuschnitte ist, dass entstandene Späne eine Verbindung zwischen zwei oder mehreren Kontakten herstellen, was die SIM beim ersten Einsatz beschädigt beziehungsweise zerstört.

### Kombi-SIM

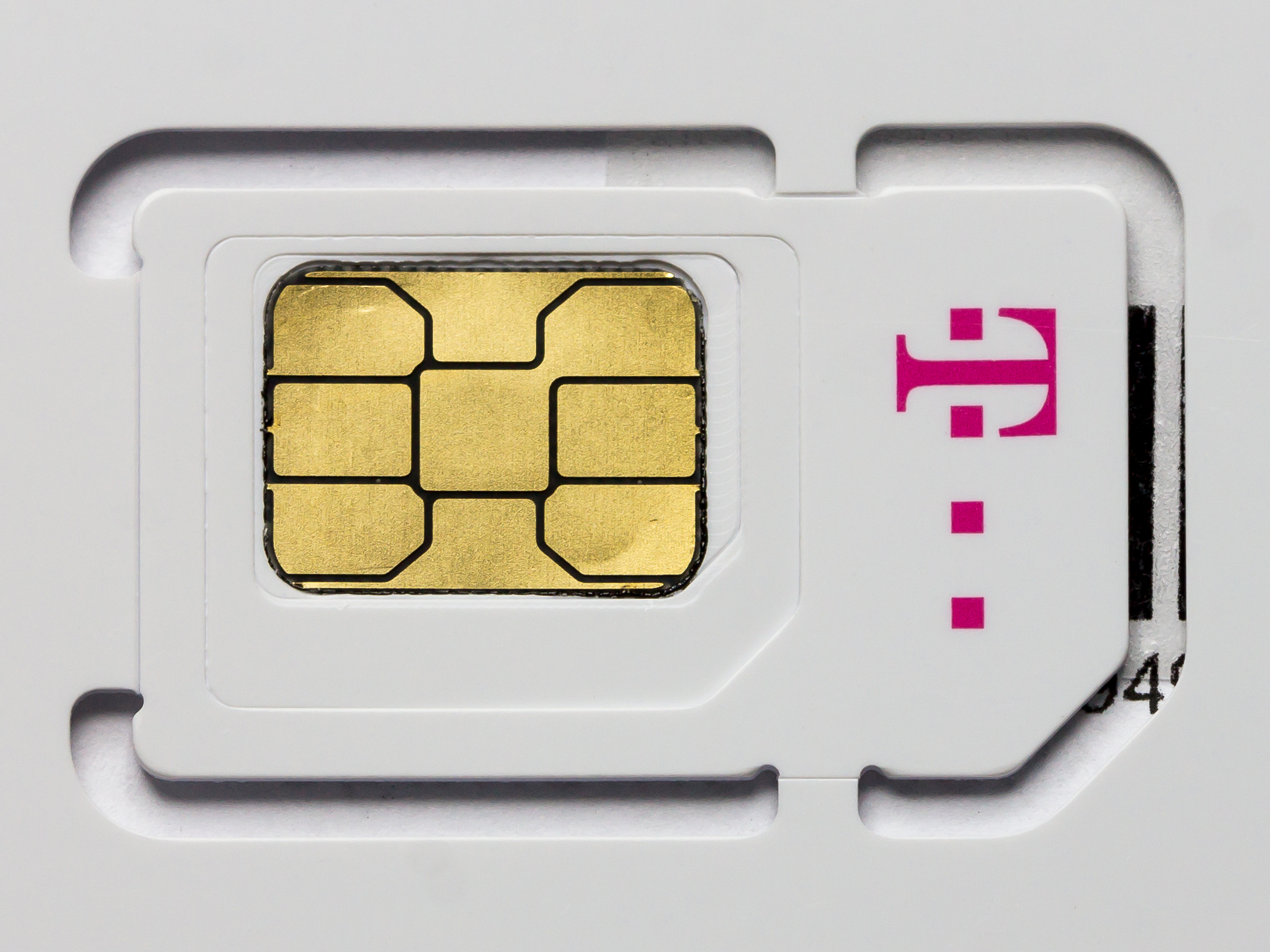
Eine SIM-Karte in der Verkaufseinheit. Vorgestanzt sind Mini-SIM, Micro-SIM und Nano-SIM

Viele Anbieter liefern inzwischen Kombi-SIM, Hybrid-SIM oder auch Triple-SIM genannte Karten im Format Mini, aus denen durch Vorstanzung eine Micro- oder auch Nano-SIM-Karte herausgebrochen werden kann. Einige Hersteller liefern stattdessen Nano-SIM-Karten mit Adapter-Rahmen, die das Nano-Format in Geräten für Micro- oder Mini-SIM-Karten nutzbar machen und damit alle drei Größen kombinieren. Bei den Adapter-Rahmen (nicht SIM-Adaptern) kann die SIM-Karte im Mobiltelefon aus dem Rahmen herausbrechen und im ungünstigsten Fall den SIM-Steckplatz blockieren.

## SIM-Karte mit Secure Element
Für die Verwendung der mobilen Bezahlfunktion ist ein Secure Element notwendig, das auf der SIM-Karte integriert werden kann. Fälschlicherweise wurde sie als „NFC-SIM“ bezeichnet, weil Mobilfunkanbieter dafür den Austausch der SIM-Karte anboten. Die SIM-Karte erhielt dabei die Daten für die Bankfunktion aufgespielt, sodass sie beim Wechsel des Gerätes erhalten blieben. Die Karten waren in den Maßen und Kontakten identisch mit den „normalen“ mini-, micro- und nano-SIM-Karten. Inzwischen enthalten die meisten Smartphones ein fest eingebautes Secure Element, zunehmend als eSIM, und benötigen daher keine speziellen SIM-Karten mehr.
Österreich
Das Bezahlsystem „Digitale Bankomatkarte“ wurde in Österreich ab Juni 2015 in einem Feldversuch erprobt und wird seit Anfang 2016 von allen großen Banken und von den drei großen Mobilfunkanbietern, allerdings nur für Androidgeräte, angeboten. Der Umtausch der SIM beim Mobilfunkanbieter ist notwendig; bis jetzt werden Neukunden noch nicht automatisch mit „NFC-SIM“ ausgestattet. Danach kann die digitale Bankomatkarte bei der Hausbank bestellt werden.

## Typen
Der Kartentyp oder Generationen-Typ steht zum Beispiel unter anderem auf der GSM-SIM
- hinten in der letzten Zeile als letzte 2 Zeichen (Telekom,[32] O2[33]) oder
- vorn in der ersten Zeile als letzte 2 Zeichen (e+[34]) oder
- hinten in der letzten Zeile als erstes Zeichen (Mobilcom[35]) oder auch
- hinter der 14-stelligen Card-ID.

| Typ  | Netz | Provider            | Betriebs- spannung | Speicherkapazität (Byte) | Speicherkapazität (Byte) | Speicherkapazität (Byte) | Speicherkapazität (Byte) | Speicherkapazität (Byte) | Speicherkapazität (Byte)     | Speicherkapazität (Byte) | Speicherkapazität (Byte) | Speicherkapazität (Byte) | Speicherkapazität (Byte) |
| Typ  | Netz | Provider            | Betriebs- spannung | Telefonbuch              | Eigene Nummern           | geschützte Nummern       | Zuletzt gewählt          | Service- Nummern         | Erweiterungs- speicher 1 – 3 | SMS- Speicher            | SMS- Parameter           | Fähigkeiten Speicher     | Summe                    |
| ---- | ---- | ------------------- | ------------------ | ------------------------ | ------------------------ | ------------------------ | ------------------------ | ------------------------ | ---------------------------- | ------------------------ | ------------------------ | ------------------------ | ------------------------ |
| F3   | D1   | Telekom Deutschland |                    | 125 × 30                 | 3 × 30                   | 07 × 30                  | 10 × 20                  | n. v.                    | 10 × 13 01 × 13 n. v.        | 10 × 176                 | 2 × 40                   | 02 × 14                  | 06.261                   |
| H4   | D1   | Telekom Deutschland |                    | 125 × 30                 | 3 × 30                   | 10 × 30                  | 10 × 20                  | n. v.                    | 10 × 13 01 × 13 n. v.        | 15 × 176                 | 2 × 40                   | 02 × 14                  | 07.231                   |
| N3   | D1   | Congstar, Klarmobil |                    | 230 × 30                 | 4 × 30                   | 10 × 30                  | 10 × 30                  | n. v.                    | n. v.                        | 20 × 176                 | 2 × 40                   | 03 × 15                  | 11.265                   |
| C/WE | D1   | Congstar            |                    | 250 × 30                 | 4 × 30                   | 10 × 30                  | 10 × 30                  | n. v.                    | n. v.                        | 20 × 176                 | 2 × 40                   | 03 × 15                  | 11.865                   |
| VY   | E2   | O2 Germany          |                    | 250 × 30                 | 3 × 30                   | 30 × 30                  | 10 × 30                  | 10 × 30                  | 10 × 13 03 × 13 03 × 13      | 20 × 176                 | 3 × 44                   | 10 × 15                  | 12.800                   |
| OT   | D2   | Cellway, Mobilcom   | 3 V                | 255 × 31                 | 4 × 31                   | 50 × 31                  | 10 × 20                  | n. v.                    | 10 × 13 05 × 13 n. v.        | 30 × 176                 | 5 × 45                   | 05 × 14                  | 15.549                   |
| G    | D2   | 1&1                 |                    | 200 × 32                 | 3 × 24                   | 05 × 32                  | 05 × 32                  | n. v.                    | 20 × 13 02 × 13 n. v.        | 20 × 176                 | 3 × 46                   | 03 × 15                  | 10.781                   |

Die Abkürzung „n. v.“ in der Tabelle bedeutet, dass dieser Speicherbereich auf der SIM-Karte „nicht vorhanden“ ist.
Bei Telefonbuch, eigene Nummern, geschützte Nummern, zuletzt gewählte Nummern und Service-Nummern mit
- 32 Byte pro Speicherplatz werden 18 Zeichen für den Namen
- 31 Byte pro Speicherplatz werden 17 Zeichen für den Namen
- 30 Byte pro Speicherplatz werden 16 Zeichen für den Namen
- 24 Byte pro Speicherplatz werden 10 Zeichen für den Namen
- 20 Byte pro Speicherplatz werden 06 Zeichen für den Namen

und bei SMS-Parameter mit
- 46 Byte pro Speicherplatz werden 18 Zeichen für den Namen
- 45 Byte pro Speicherplatz werden 17 Zeichen für den Namen
- 44 Byte pro Speicherplatz werden 16 Zeichen für den Namen
- 40 Byte pro Speicherplatz werden 12 Zeichen für den Namen

unterstützt.
Die Anzahl der in der Tabelle angegebenen Byte gibt nicht automatisch auch die Anzahl der auf der SIM in diesem Bereich speicherbaren Zeichen an. So werden z. B. Rufnummern im sogenannten BCD-Code gespeichert. Dabei verbraucht jede der Ziffern nur ein Halbbyte, was den vergleichsweise kleinen Speicherplatz effektiver ausnutzt. Nicht jedes Mobiltelefon kann die volle zur Verfügung stehende Speicherkapazität ausnutzen.
Der Erweiterungsspeicher kann frei von dem Betriebssystem des Mobiltelefons verwendet werden, was dazu führt, dass die dort hinterlegten Informationen von einem anderen Mobiltelefon nicht oder falsch interpretiert werden. So wurde dieser Speicherbereich von einigen Geräten z. B. dazu benutzt um die Zeichenanzahl für den Namen für die ersten Einträge zu verlängern (z. B. Siemens A60), bei anderen um eine zweite Telefonnummer zu speichern.

## Länderspezifika
Am 13. Februar 2009 stimmte der deutsche Bundesrat einer Verordnung des Bundesministeriums für Wirtschaft und Technologie zu, nach der zukünftig Notrufe (110 und 112) nicht mehr ohne SIM-Karte gewählt werden können. Da immer häufiger grundlos Notrufe von Mobiltelefonen ohne Karte gemacht worden waren, sollten nun nur noch durch SIM-Karten identifizierbare Kommunikationsteilnehmer diese Möglichkeit haben.

## Sicherheit
Neue SIM-Karten besitzen bessere Sicherheitsmerkmale als ältere SIM-Karten. Aus Sicherheitsgründen sollten alle SIM-Karten mit einem Alter über zehn Jahre durch neue SIM-Karten ersetzt werden.

### DES-Verschlüsselung
Auf der Black Hat 2013 beziehungsweise der OHM 2013 demonstrierte Karsten Nohl, dass viele Mobiltelefone noch SIM-Karten mit der bereits seit längerem als unsicher geltenden DES-Verschlüsselung nutzen.
In Deutschland reagierten der IT-Branchenverband Bitkom sowie die großen Telekommunikationsanbieter Deutsche Telekom, Telefónica, E-Plus-Gruppe und Vodafone gelassen, da die unsichere DES-Verschlüsselung nicht mehr eingesetzt wird.

### Schlüsseldiebstahl
Gestützt auf veröffentlichte Geheimdokumente des Whistleblowers Edward Snowden berichtete The Intercept im Februar 2015, dass die Nachrichtendienste National Security Agency und Government Communications Headquarters im Jahre 2010 Schlüssel von Gemalto, dem größten Hersteller von SIM-Karten, entwendet hatten. Sie seien somit in der Lage, einen Großteil der weltweiten mobilen Kommunikation einschließlich Sprachnachrichten und Daten unerkannt abzuhören.
In einem der Dokumente wird die deutsche Firma Giesecke & Devrient als Angriffsziel genannt.

### USIM-Anwendung
Die USIM-Anwendung ermöglicht der Mobilstation eine bessere Verschlüsselung der über das Mobilfunknetz übertragenen Gespräche, Mitteilungen und Daten. Die Mobilstation kann ihre Authentisierung gegenüber dem Mobilfunkanbieter dank der USIM-Anwendung besser schützen. Aus Sicherheitsgründen sollte in allen Mobilstationen SIM-Karten mit der USIM-Anwendung betrieben werden. Mobilstationen, welche nicht die USIM-Anwendung unterstützen, sollten aus Sicherheitsgründen durch neuere Geräte ersetzt werden.

## Nachfolger der SIM-Karten

### embedded SIM (eSIM)
Die eSIM wird hierbei um die Funktion erweitert, im Regelfall mehrere Identifikationsprofile in dem eSIM-Chip neu ablegen, zu verändern und löschen zu können, wobei immer nur ein Profil aktiv geschaltet sein kann. Dadurch wird die Möglichkeit eröffnet, den eSIM-Chip ohne vorab vergebene Identifikationsprofile im Rahmen der Geräteproduktion direkt auf der Leiterplatte des Mobilgerätes zu verlöten und somit auch physisch nicht mehr austauschen zu können. Es sind aber auch eSIM-Karten z. B. im Format als Nano-SIM-Karte verfügbar, die als eSIM vor Verwendung initialisiert werden müssen und die wie klassische SIM-Karten in einem physischen SIM-Stecker im Gerät verwendet werden können. Die Bereitstellung der auf eSIM gespeicherten Informationen wird über die von der GSM Association standardisierten Verfahren durchgeführt. Als Hauptvorteil gilt die Tatsache, dass dem Kunden keine individuelle SIM-Karte mehr zur Verfügung gestellt werden muss. Um Missbrauch bei der Initialisierung wie Verwendung auf mehreren Geräten parallel eauszuschliessen, erfolgt die Bereitstellung der Teilnehmerinformationen online, und benötigt eine vom Mobilnetz getrennte Internetverbindung als Over-the-Air-Update.

### integrated SIM (iSIM)
Seit 2021 werden die Funktionen der SIM-Karte auch als integrierte SIM (iSIM) bzw. als englisch „integrated Universal Integrated Circuit Card“ (iUICC) mit dem Basisband-Chipsatz zu einem einzigen Konnektivitätsmodul kombiniert. Die Handhabung und die Funktionen sind dabei identisch wie bei einer eSIM: es können mehrere Profile auf die iSIM geladen und verwaltet werden. Durch die direkte Integration in den Basisband-Chipsatz und Wegfall eines diskreten eSIM-Chips auf der Leiterplatte lassen sich Mobilgeräte, insbesondere IoT-Geräte, noch kleiner aufbauen.